# Ölands runinskrifter 13
Ölands runinskrifter 13 är en försvunnen vikingatida runsten som fanns i Södra Möckleby, Södra Möckleby socken och Mörbylånga kommun. Stenen är 2,37 meter hög och 1,04 meter bred. Runstenen ska ha stått norr om Södra Möckleby kyrka. Stenen var emellertid försvunnen redan 1820, enligt Abraham Ahlqvist.

## Inskriften
Translitterering av runraden:
[...t... reisti : stein · (þ)ina × eftiʀ · styrkar · f(a)... ...]
Normalisering till runsvenska:
... ræisti stæin þenna æftiʀ Styrkar, fa[ður] ...
Översättning till nusvenska:
... reste denna sten efter Styrkar, fa(der) ...